# Angresse
Angresse település Franciaországban, Landes megyében. Lakosainak száma 2241 fő (2022. január 1.). Angresse Bénesse-Maremne, Capbreton, Saint-Vincent-de-Tyrosse, Saubion, Seignosse és Soorts-Hossegor községekkel határos.

## Népesség
A település népességének változása:
| Lakosok száma | 388  | 653  | 877  | 1387 | 1819 | 1963 | 2003 | 2129 | 2193 | 2241 |
|               | 1968 | 1982 | 1990 | 2006 | 2013 | 2015 | 2017 | 2019 | 2020 | 2022 |